# Europejskie Stowarzyszenie Klubów
Europejskie Stowarzyszenie Klubów (ECA) jest samodzielnym, niezależnym organem bezpośrednio reprezentującym drużyny piłkarskie w Europie. Zadaniem ECA jest ochrona i promocja Europejskiej klubowej piłki nożnej. Do celów organizacji należy także stworzenie nowego, bardziej demokratycznego modelu zarządzania, który podkreśliłby kluczową rolę klubów w piłce nożnej.

## Historia
Utworzone w miejsce rozwiązanej Grupy G-14 w styczniu 2008 oraz Europejskiego Forum Klubowego UEFA zarządzanego przez Karl-Heinza Rummenigge, Europejskie Stowarzyszenie Klubów zostało oficjalnie powołane wraz z podpisaniem Memorandum Porozumienia pomiędzy UEFA a ECA 21 stycznia 2008 roku. Podczas pierwszego Walnego Zgromadzenia ECA, które odbyło się w dniach 7–8 lipca 2008 roku w siedzibie UEFA w szwajcarskim Nyonie, Karl-Heinz Rummenigge został oficjalnie mianowany na stanowisko Prezydenta ECA.
Europejskie Stowarzyszenie Klubów przyjęło strukturę organizacyjną oraz proces selekcji podobną do tych, na których opierało się Europejskie Forum Klubowe, składające się ze 102 członków wybieranych co dwa lata.

## Struktura
Po utworzeniu Europejskiego Stowarzyszenia Klubów w styczniu 2008, uzgodniono, że ECA oraz jego 16 członków-założycieli będą reprezentowani przez tymczasowy Zarząd ECA do czasu zwołania następnego Walnego Zgromadzenia pod koniec sezonu, podczas którego odbędą się wybory nowego Zarządu Wykonawczego. Postanowiono, że poza czterema przedstawicielami mianowanymi przez Zarząd Wykonawczy do Rady Strategii Rozwoju Futbolu Zawodowego UEFA (PFSC), Zarząd ECA będzie obejmował jedenastu członków. Europejskie Stowarzyszenie Klubów miało również zapewnić połowę członków Komisji Rozgrywek Klubowych UEFA.
Z początkiem kadencji 2013-15, Europejskie Stowarzyszenie Klubów reprezentuje 214 drużyn, z których 105 to Członkowie Zwyczajni, a 109 Członkowie Stowarzyszeni i z których co najmniej jeden klub należy do jednej z 53 federacji UEFA. Dokładna liczba klubów-członków zwyczajnych z poszczególnych federacji jest określana co dwa lata pod koniec sezonu UEFA na podstawie rankingu federacji członkowskich UEFA zgodnie z poniższą zasadą:
| Miejsce federacji w Rankingu UEFA | Liczba klubów-członków zwyczajnych ECA |
| od 1 do 3                         | 5                                      |
| od 4 do 6                         | 4                                      |
| od 7 do 15                        | 3                                      |
| od 16 do 28                       | 2                                      |
| od 29 do 53                       | 1                                      |

Z zakończeniem Walnego Zgromadzenia we wrześniu 2015, władze Zarządu Wykonawczego ECA prezentują się następująco: Karl-Heinz Rummenigge (Prezydent; Bayern Monachium), Umberto Gandini (I Wiceprezydent; AC Milan), Pedro López Jímenez (II Wiceprezydent; Real Madryt), Evgeni Giner (III Wiceprezydent, CSKA Moskwa), Ivan Gazidis (Arsenal), Andrea Agnelli (Juventus), Ed Woodward (Manchester United), Jean-Michel Aulas (Olympique Lyon), Theodoros Giannikos (Olympiakos Pireus), Edwin van der Sar (Ajax Amsterdam), Michael Verschueren (RSC Anderlecht), Petter Lawwell (Celtic FC), Aki Riihilhati (HJK Helsinki) i jedyny Polak w decydujących strukturach piłki nożnej Dariusz Mioduski (Legia Warszawa).
W skład Europejskiego Stowarzyszenia Klubów wchodzi wiele podmiotów, w tym grupy robocze, panele ekspertów i komisje. Przedstawiają się one następująco:
Grupy robocze
Od samego początku istnienia ECA, Grupy Robocze stanowiły kamień węgielny struktury organizacyjnej Stowarzyszenia. Aktywnie zapewniają one wsparcie i doradztwo dla Zarządu Wykonawczego ECA oraz przedstawicieli Stowarzyszenia uczestniczących w komisjach lub grupach roboczych na poziomie UEFA, FIFA oraz Unii Europejskiej. Ich udział jest kluczowy i strategiczny dla organizacji. Ponadto, prowadzą one spotkania członkowskie oraz odpowiadają za komunikację wewnątrz całego stowarzyszenia podczas omawiania istotnych spraw, wyzwań czy szans.[9.] Wszystkie grupy robocze składają się zarówno z klubów-członków zwyczajnych, jak i klubów-członków stowarzyszonych z wszystkich czterech kategorii. Do pięciu grup roboczych ECA należą: Grupa Robocza ds. Rozgrywek, Grupa Robocza ds. Finansowych, Grupa Robocza ds. Stosunków Instytucjonalnych, Grupa Robocza ds. Marketingu i Komunikacji oraz Grupa Robocza ds. Młodzieży.
Panele Ekspertów
Podobnie jak Grupy Robocze, Panele Ekspertów ECA oraz Komisje stanowią wsparcie dla Zarządu Wykonawczego i składają się ze specjalnych ekspertów wywodzących się z różnych klubów członkowskich ECA. Członkowie każdego Panelu i Komisji są mianowani przez Zarząd Wykonawczy ECA oraz pełnią funkcję organów doradczych. Obecnie, ECA obejmuje następujące Panele Ekspertów i Komisje: Panel Doradztwa Prawnego, Panel ds. Statutowych, Panel Finansowego Fair Play, Komisja Dialogu Społecznego oraz Komisja ds. Piłkarstwa Kobiecego.

## Osiągnięcia
Stan: luty 2013
Zgodnie z Memorandum Porozumienia podpisanego przez UEFA w 2008 roku, Europejskie Stowarzyszenie Klubów zostało uznane jako niezależna organizacja reprezentująca interesy klubów na arenie Europejskiej. W ramach Porozumienia, UEFA zgodziła się również co cztery lata przeznaczać kwotę uzyskaną z puli przychodów z Mistrzostw Europy na rzecz federacji i klubów, które przyczyniły się do sukcesu imprezy. Docelowa suma do przekazania za Euro 2008 wynosi 43,5 miliona euro (62,8 milionów dolarów), z wypłatami około 4000 euro dokonywanymi na zasadzie „za każdy dzień zawodnika na turnieju”. W planach jest również ustalenie szeregu zobowiązań na rzecz klubów przez UEFA i FIFA, w tym udziałów finansowych za uczestnictwo piłkarzy w Mistrzostwach Europy i Mistrzostwach Świata, pod warunkiem uzyskania zgody ich poszczególnych organów.
22 marca 2012 roku ECA i UEFA podpisały odnowione Memorandum Porozumienia na okres 2012-2018 z okazji XXXVI Zwyczajnego Kongresu UEFA. Memorandum zostało podpisane przez Prezydenta ECA Karl-Heinza Rummenigge oraz Prezydenta UEFA Michela Platiniego. Jego celem jest utorowanie drogi do owocnej relacji pomiędzy europejskimi drużynami a organem zarządzającym piłką nożną w Europie, co ma przyczynić się do lepszej równowagi między futbolem narodowym a klubowym. Nowe porozumienie zastępuje to z 2008 roku i pozostaje w mocy do 30 maja 2018 roku. Cztery kluczowe zagadnienia nowego porozumienia prezentują się następująco:
Międzynarodowy Kalendarz Rozgrywek
Międzynarodowy Kalendarz Rozgrywek, kluczowy temat rozmów, zakłada przymusowe zwolnienie reprezentantów krajów ze swoich klubów w wyznaczonych terminach. Międzynarodowy Kalendarz Rozgrywek na lata 2014-18 jest oparty na konkretnej propozycji wystosowanej przez ECA oraz powstał dzięki wysiłkom specjalnej grupy roboczej składającej się z przedstawicieli ECA, EPFL, FIFPro i UEFA. Zalecenia opracowane przez grupę roboczą, które zostały zatwierdzone przez FIFA, oferują bardziej zrównoważony system 9 podwójnych spotkań w okresie 2 lat bez rozgrywania pojedynczych meczów towarzyskich. Jest on korzystny zarówno dla klubów, jak i reprezentacji.
Ubezpieczenie Wynagrodzenia Zawodników
Program Ochrony Klubów, początkowo wprowadzony na koszt UEFA mający objąć EURO 2012 w Polsce i na Ukrainie został przejęty i jest od tamtej pory finansowany przez FIFA po zatwierdzeniu przez Kongres FIFA w Budapeszcie w maju 2012 roku. Obecnie, program obejmuje wszystkie kluby, które oddają zawodników na mecze reprezentacyjne widniejące w Międzynarodowym Kalendarzu Rozgrywek, w tym zobowiązanie FIFA do ubezpieczenia turnieju piłki nożnej na Igrzyskach Olimpijskich. Program Ochrony Klubów przewiduje rekompensaty na rzecz klubów, w przypadku gdy zawodnik grający dla reprezentacji narodowej odniesie fizyczny uraz w wyniku wypadku, tymczasowo wykluczający go z aktywności sportowej. Zawodnicy są ubezpieczani na maksymalnie jeden rok po zakończeniu okresu odroczenia (=dzień odniesienia urazu + 27 dni) na maksymalną kwotę 7 500 000 euro.
Dzielenie się zyskami z EURO
Zgodnie z Memorandum Porozumienia między ECA a UEFA z 2008 roku, Komitet Wykonawczy UEFA zgodził się wydzielić rezerwy w wysokości 43,5 miliona Euro za UEFA EURO 2008 w Szwajcarii i Austrii oraz 55 milionów euro za UEFA EURO 2012 w Polsce i na Ukrainie. Po odnowieniu Memorandum Porozumienia, zyski dla klubów oddających piłkarzy na UEFA EURO 2012 w Polsce i na Ukrainie wzrosły do 100 milionów euro. Suma ta ma się jeszcze zwiększyć do 150 milionów euro za UEFA EURO 2016 we Francji. W świetle zwiększonych korzyści otrzymywanych przez kluby, UEFA i ECA opracowały nowy mechanizm dzielenia się zyskami. Jego głównym celem jest ustanowienie sprawiedliwego i zrównoważonego systemu, zagwarantowanie zwiększonych przychodów dla wszystkich klubów w porównaniu do poprzednich turniejów oraz zapewnienie uprawnień większej ilości klubów do otrzymywania udziałów z korzyści. Za UEFA EURO 2012 w Polsce i na Ukrainie, całkowita suma 100 milionów euro została podzielona względem turnieju finałowego (60%) i fazy kwalifikacyjnej (40%). Dzięki temu nowemu mechanizmowi dystrybucji aż 578 klubów otrzymało odpowiednie rekompensaty od UEFA za wydanie zawodników na mecze eliminacyjne i turniej finałowy. Jest to znaczący wzrost w porównaniu do UEFA EURO 2008, po którym tylko 181 drużyn otrzymało korzyści finansowe.
Zarządzanie
W końcu, nowe Memorandum Porozumienia wzmocniło wkład klubów w procesie decyzyjnym UEFA. W przyszłości, głosy klubów mają być w pełni brane pod uwagę oraz żadna decyzja bezpośrednio dotycząca klubu nie zostanie podjęta bez jego wcześniejszej zgody. Przedstawiciele ECA powoływani są z Zarządu Wykonawczego Komitetu Rozgrywek Klubowych UEFA oraz Rady Strategii Rozwoju Futbolu Zawodowego UEFA.

## Publikacje
Raport Odpowiedzialności Społecznej i Wspólnoty
We wrześniu 2011 roku, Europejskie Stowarzyszenie Klubów opublikowało swój pierwszy Raport Odpowiedzialności Społecznej i Wspólnoty. Celem tej publikacji było ukazanie korzystnego działania klubów piłkarskich w zakresie Wspólnoty i Odpowiedzialności Społecznej. Raport jest zbiorem 54 projektów klubów-członków ECA. Podkreślają one, że piłka nożna, jak i cały sport, odgrywają bardzo ważną rolę w społeczeństwie i edukacji.
Biuletyn Prawny ECA
Od 2011 roku, Europejskie Stowarzyszenie Klubów wydaje coroczny Biuletyn Prawny, w którym przedstawia najważniejsze i powracające problemy prawne, z jakimi borykają się przedstawiciele klubów. Biuletyny te mają na celu zapewnienie wsparcia i doradztwa klubom w radzeniu sobie z poszczególnymi problemami w zakresie odszkodowania za trening, problemów administracyjnych klubów, własności osób trzecich itp.
Raport ECA dotyczący Akademii Młodzieżowych w Europie
We wrześniu 2012 roku, ECA opublikowało Raport dotyczący Akademii Młodzieżowych w Europie[17], który służy jako punkt odniesienia i zapewnia porównawcze spojrzenie na różne metody i filozofie akademii młodzieży w całej Europie.
Przewodnik ECA po zarządzaniu klubami
Przewodnik ECA po zarządzaniu klubami składa się z części opisowych przeplecionych przykładami, kluczowymi informacjami wyniesionymi z praktyki oraz studiami przypadku, zebranymi podczas licznych wywiadów i wizyt w klubach. Tego typu podejście pozwala na przedstawienie możliwie największej liczby przykładów z codziennego życia klubu, służących jednocześnie jako platforma wymiany doświadczeń klubowych w celu przeprowadzania analizy indywidualnej, jak również umożliwiających klubom uczenie się od siebie. Takie “łączone” podejście stanowi główny sposób prezentacji materiału w tym Przewodniku.